# Marxmühle (Waidhaus)
Marxmühle ist ein Ortsteil des bayerischen Marktes Waidhaus im Landkreis Neustadt an der Waldnaab im Regierungsbezirk Oberpfalz.

## Geographische Lage
Marxmühle liegt etwa zwei Kilometer westlich von Waidhaus und ein Kilometer nördlich der Autobahn A6. Marxmühle liegt auf dem Westufer des Raunetbaches. Der Raunetbach entspringt nordwestlich von Reinhardsrieth und mündet südlich der Hörlmühle in die Pfreimd.

## Geschichte
1674 errichtete Markus (Marx) Grötsch die Marxmühle.
Im 18. Jahrhundert hatte die Marxmühle ein Anwesen. Sie gehörte zur Gemeinde Waidhaus, zum Landkreis Vohenstrauß. Obwohl die meisten Gründe der Marxmühle auf dem Gebiet des Pflegamtes Pleystein lagen, gehörte sie trotzdem mit der Hoch- und Niedergerichtsbarkeit zum Pflegamt Treswitz.
1808 wurden Steuerdistrikte gebildet. Marxmühle gehörte zum Steuerdistrikt Lohma der außer Lohma selbst noch die Dörfer Spielhof und Zengerhof und die Einöden Hörlmühle, Marxmühle, Ödkührieth, Papiermühle und Trutzhof (auch: Trutzhofmühle) enthielt. Der Steuerdistrikt Lohma gehörte zum Landgericht Vohenstrauß.
Aus den Steuerdistrikten entstanden Märkte, Ruralgemeinden und Dorfgemeinden. 1821 gehörte die Einöde Marxmühle mit zwei Familien zur Dorfgemeinde Spielhof. Zur Dorfgemeinde Spielhof gehörten das Dorf Spielhof selbst mit 25 Familien, die Weiler Ödkührieth mit vier Familien und Zengerhof mit sechs Familien und die Einöden Marxmühle mit zwei Familien, Papiermühle mit zwei Familien und Finstermühle mit einer Familie.
Spielhof war 1821 bis 1830 eine eigenständige Gemeinde. 1830 wurde Spielhof mit ihren Gemeindeteilen Marxmühle, Ödkührieth, Papiermühle, Zengerhof und Finstermühle in die Gemeinde Lohma eingemeindet.
1867 hatte die Marxmühle zwei Gebäude und 15 Einwohner. Sie gehörte zur Gemeinde Lohma. Die Gemeinde Lohma bestand zu dieser Zeit aus den Gemeindeteilen Lohma, Finstermühle, Marxmühle, Ödkührieth, Papiermühle, Premmühle, Schönschleif, Spielhof und Zengerhof.
1939 wurden Marxmühle, Ödkührieth und Papiermühle aus der Gemeinde Lohma ausgegliedert und in die Gemeinde Waidhaus eingemeindet.
Heute (2008) ist die Marxmühle ein landwirtschaftlicher Betrieb mit Milchvieh- und Bullenmast. Eine Wasserturbine dient der Stromerzeugung.

## Religion
1838 hatte die Marxmühle zwei Häuser und 13 Katholiken. Sie war zu 100 % katholisch.
Bis 1862 gehörten Marxmühle, Ödkührieth und Papiermühle zur Expositur Burkhardsrieth der Pfarrei Pleystein.
1862 wurden diese drei Ortschaften gemeinsam in die Pfarrei Waidhaus umgepfarrt.
1913 hatte Marxmühle ein Haus und 10 Katholiken. Auf dem Gebiet der Pfarrei Waidhaus wohnten zu dieser Zeit 1653 Katholiken, 8 Protestanten und 16 Juden.
1990 lebten in Marxmühle 6 Katholiken. Die Einwohner der Pfarrei Waidhaus waren zu dieser Zeit zu 95,39 % katholisch.
Marxmühle gehört zur Pfarrei St. Emmeram Waidhaus, zum Dekanat Leuchtenberg.